# Riaga
Riaga là một chi bướm đêm thuộc họ Noctuidae.